# ある会社員
『ある会社員』（あるかいしゃいん、原題：회사원）は、2012年公開の韓国のアクション映画。
ソ・ジソブやイ・ミヨン、クァク・ドウォン、キム・ドンジュンが出演した。シングルマザーと恋に落ち、仕事を辞めた後、元雇い主に狙われることになった殺し屋の物語である。
この映画は、2012年10月11日に韓国の劇場で公開された。アメリカの配給会社であるWell Go USA Entertainmentは、2013年8月27日にアメリカ国内で公開した。

## キャスト
- Ji Hyeong-do - ソ・ジソブ[8][9][10][11][12]
- Yoo Mi-yeon - イ・ミヨン[13]
- Kwon Jong-tae - クァク・ドウォン[14]
- Ra Hoon - キム・ドンジュン
- Ban Ji-hoon - イ・ギョンヨン（英語版）

department head
- Ra Bo-seul - ハン・ボベ（英語版）
- Jin Chae-gook - Yoo Ha-bok

department head
- Miss Ahn - Yoo Na-mi

receptionist
- Yang - Hong Kyung-yeon

chief of the equipment materials team
- Representative Jeon - Jeon Guk-hwan
- Shin Ip-nam - イ・ジェユン（英語版）

sales
- Dispensary employee - Park Ji-soo

## 公開
韓国では公開から12日間で観客動員数100万人を達成した。その後、アジアにおいては、日本や中国、タイ、ヨーロッパにおいてはフランスや、スイス、オーストリア、オランダ、ベルギーなど55カ国で公開された。